# Хрестовоздвиженська громада сестер милосердя
Хрестовоздвиженська громада сестер милосердя — російська громада сестер милосердя, одне з перших у світі жіночих медичних формувань з надання допомоги пораненим під час війни.

## Історія

### Кримська війна
Хрестовоздвиженська громада сестер милосердя була заснована в Санкт-Петербурзі на початку Кримської війни за ініціативи великої княгині Олени Павлівни. Громаду урочисто відкрили 5 листопада 1854 року, в день свята Воздвиження Хреста Господнього в церкві Михайлівського палацу в присутності одягнених у форму сестер під керівництвом старшої сестри А. П. Стахович. Після приїзду Пирогова до Севастополя з невеликим загоном лікарів у листопаді 1854 року, до Криму прибули перші групи добровольців Хрестовоздвиженської громади сестер милосердя.
1855 року, під час Кримської війни, Микола Іванович Пирогов був головним хірургом обложеного англо-французько-османськими військами Севастополя. Він сформував загони сестер милосердя для догляду за пораненими та хворими солдатами, створив спеціалізовані підрозділи сестер, кожне з яких займалося своїм напрямком діяльності для рятування людських життів: сортування поранених за важкістю стану, асистування під час медичних операцій, транспортування поранених та хворих тощо. Пирогов розділив сестер на наступні категорії:
1. операційні сестри;
2. перев'язувальні сестри;
3. сестри-аптекарі;
4. сестри-господині.

Зі 163 волонтерок близько 110 належали до привілейованих верств суспільства (дружини, вдови, дочки чиновників і поміщиків), близько 25 були представницями міщанства, 5 — духовенства; крім того, було п'ять черниць.
158 сестер громади, які працювали в обложеному місті, були нагороджені бронзовими медалями за оборону Севастополя. Шістнадцятирічна Дар'я Михайлова, дочка загиблого матроса, більше відома як Даша Севастопольська, за свою гуманітарну діяльність та допомогу пораненим під час Кримської війни, була нагороджена золотою медаллю «За старанність» та грошовою винагородою від держави.
У гуманітарній діяльності під час Кримської війни також брала участь Флоренс Найтінгейл, якій на той момент було 34 роки. Флоренс змалку цікавилась працею в лікарнях, спостерігала за гуманітарною діяльністю лютеранських черниць. У листопаді 1854 року Найтінгейл вирушила до Криму на чолі загону, що налічував 38 сестер-добровольців, де вони організували свій шпиталь. Флоренс допомагала лікарям під час операцій, дбала про поліпшення обслуговування поранених.

### Після Кримської війни
Коли сестри повернулися в Петербург з Кримської війни у вересні 1856 року, громада налічувала 96 сестер милосердя. Вони були направлені на роботу в морські шпиталі: Калінкінський (нині — Військово-морський) і Кронштадтський, в лікарню для чорноробів (нині — Олександрівська лікарня), Максиміліанівську лікарню.
У 1861 році громада відкрила власну лікарню на 16 місць, що стали дуже популярними серед бідного населення. Через два роки при громаді почали працювати чотирирічна школа для дівчаток і ясла для денного перебування до 100 дітей.
У повоєнні роки сестрою-настоятелькою Хрестовоздвиженської громади була Катерина Бакуніна, влітку 1860 року її змінила Є. І. Карпова, що залишалася на цій посаді до 1867 року. Для управління громадою був створений спеціальний комітет під керівництвом Миколи Пирогова, а з 1861 року його очолив громадський діяч, письменник і музикант Володимир Одоєвський.

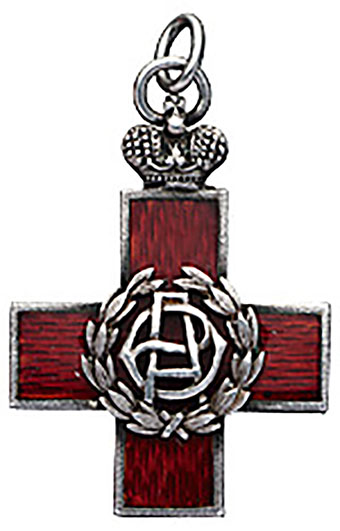
Жетон Хрестовоздвиженської громади сестер милосердя Червоного Хреста

14 січня 1863 імператор Олександр II затвердив «Положення про сестер Хрестовоздвиженської громади, що призначаються для догляду за хворими у військових госпіталях», а 10 травня 1870 року — штат і новий статут громади. Метою діяльності громади проголошувалося «безоплатне християнське служіння стражденним і незаможним».
У 1860—1870-ті роки лікарня неодноразово перебудовувалася, зводилися нові будівлі. У 1873 році, після смерті великої княгині Олени Павлівни, керівництво громадою було довірено її дочці, великій княгині Катерині Михайлівні.
У серпні 1876 загін сестер громади виїхав на Балкани в зону військових дій у Чорногорії. Це був перший досвід діяльності громади в іншій країні. Під час Російсько-турецької війни 1877—1878 років понад 30 сестер під начальством старшої сестри Н. А. Щеховської надавали допомогу пораненим. Катерина Бакуніна, незважаючи на свій 65-річний вік, поїхала на Кавказ у якості керівниці медичних сестер тимчасових госпіталів, пробувши на фронті більше року.
Хрестовоздвиженська громада стала широко відома не тільки в Росії, але і за кордоном. Вона брала участь в міжнародній гігієнічній виставці в Брюсселі в 1876 році, а сестри Є. С. Висоцька та С. П. Сухоне надали допомогу в створенні першої громади сестер милосердя в Болгарії в 1900 році на прохання Болгарського товариства Червоного Хреста.
З 1884 року протягом 14 років головним лікарем громади працював хірург Микола Вельямінов. За його ініціативою була перебудована лікарня, зведений будинок для службовців, організовані систематичні курси лекцій для сестер.
Станом на 1 січня 1891 року в громаді було 119 сестер милосердя. У 1894 році, після смерті великої княгині Катерини Михайлівни, громада перейшла під керівництво Російського товариства Червоного Хреста.
У 1918 році лікарня була вилучена у Хрестовоздвиженської громади, і на її базі була відкрита 10-та лікарня Петроградського губернського відділу охорони здоров'я. Громада була ліквідована в 1920 році, а її майно було передано до народного комісаріату охорони здоров'я РРФСР.